# 동래역 (도시철도)
동래(한국건강관리협회)역(Dongnae station, 東萊驛)은 부산광역시 동래구 온천동에 있는 부산 도시철도 1호선과 4호선의 환승역이다. 인근에 한국건강관리협회 부산시지부가 있다. 대부분 4호선에서 다른 노선으로 갈아탈 때 많이 이용한 역이다. 이 역과 역명이 같은 동해선 동래역은 이 역과 관련이 없고 1.5km 정도 떨어져 있으며, 이 역보다 낙민역과 가깝다. 부산 도시철도 1호선은 이 역부터 구서역까지 지상 구간이다. 부산 도시철도 4호선은 온천천 하저터널로 수안역과 연결된다.

## 역사
- 1985년 7월 19일 : 부산 도시철도 1호선 개통과 함께 영업 개시
- 2011년 3월 30일 : 부산 도시철도 4호선 개통과 함께 환승역이 됨
- 2014년 10월 1일 : 1호선 승강장 스크린도어 설치

## 역 구조
1호선 승강장은 지상 고가에 있고, 4호선 승강장은 지하에 있으며, 1호선 역사와 4호선 역사가 서로 떨어져 있기 때문에 환승통로의 길이가 길다. 휠체어와 유모차의 경우 환승통로에 엘리베이터가 없어서 지상 도로의 횡단보도를 통해 간접 환승을 하여야 하며, 이에 대한 안내는 엘리베이터에 부착되어 있다. 두 노선 모두 2면 2선의 상대식 승강장을 갖추고 있으며, 스크린도어가 설치되어 있다.

### 1호선 승강장
- 반대편횡단: 불가능[1]

| 교대 ↑ |
| \| 상  |
| ↓ 명륜 |

| 상행 | ● 부산 도시철도 1호선 | 교대 • 연산 • 부전 • 다대포해수욕장 방면 |
| 하행 | ● 부산 도시철도 1호선 | 온천장·부산대·범어사·노포 방면           |

### 4호선 승강장
- 반대편횡단: 가능

| 미남 ↑ |
| \| 상  |
| ↓ 수안 |

| 상행 | ● 부산 도시철도 4호선 | 미남 방면                |
| 하행 | ● 부산 도시철도 4호선 | 수안·낙민·고촌·안평 방면 |

## 갤러리

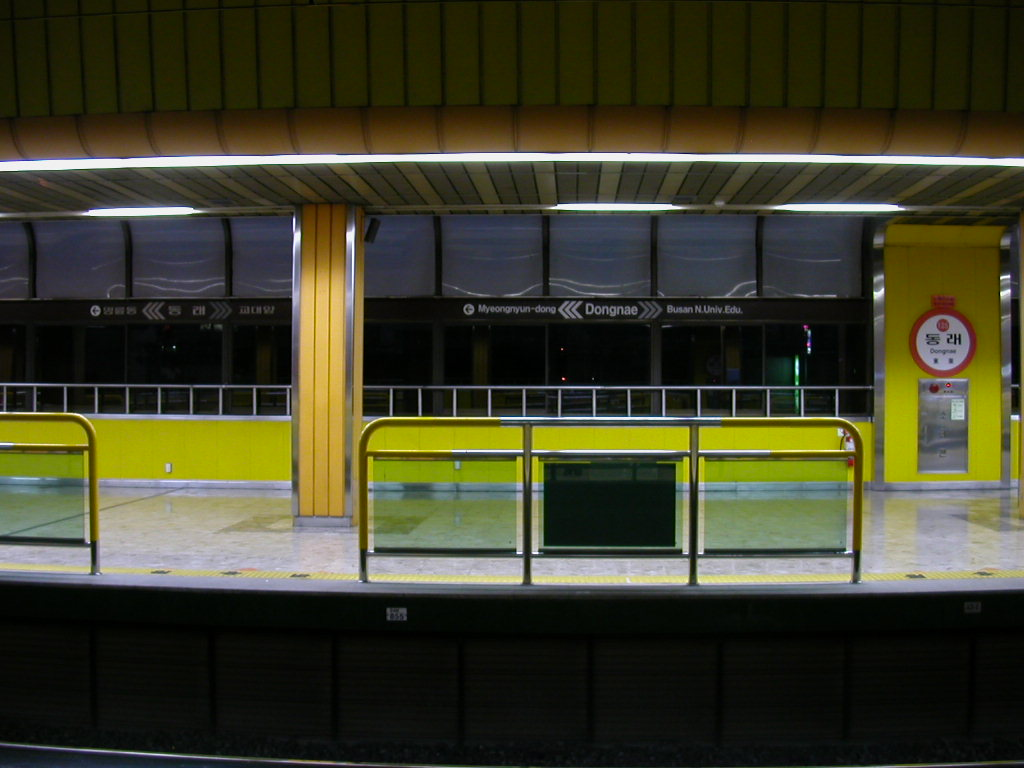
1호선 승강장 (4호선 개통 전, 스크린도어 설치 전)
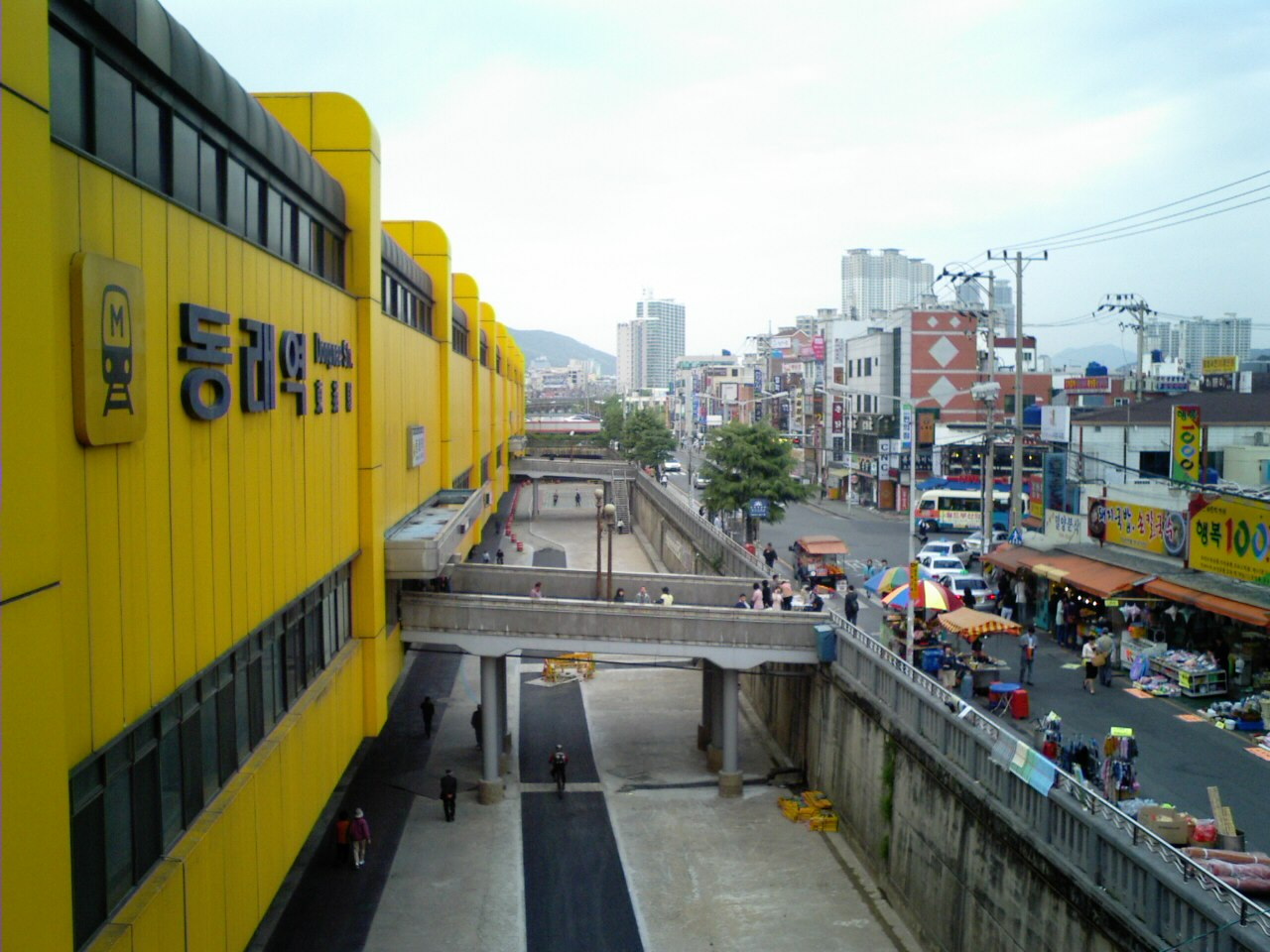
2번 출입구
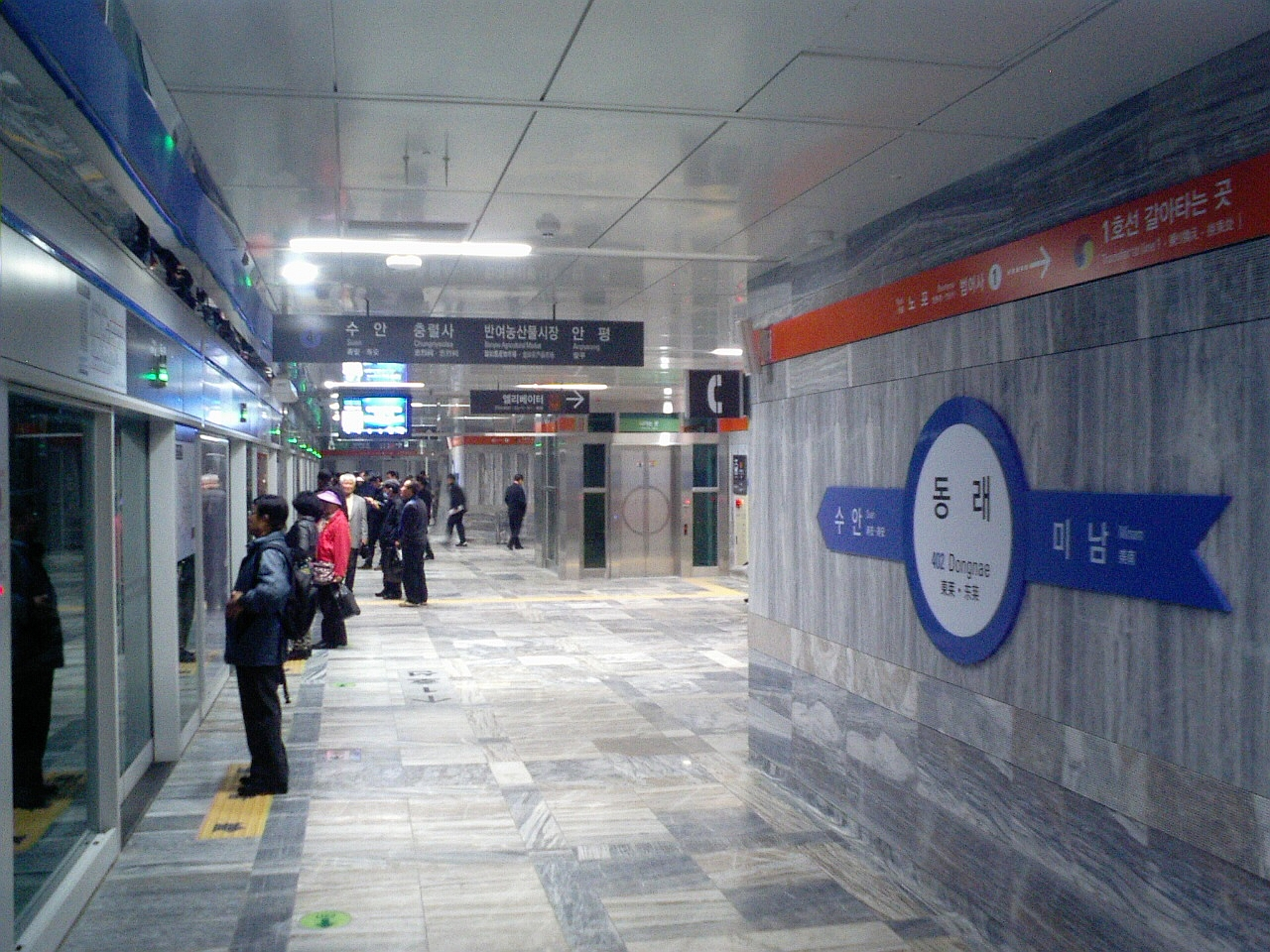
4호선 승강장
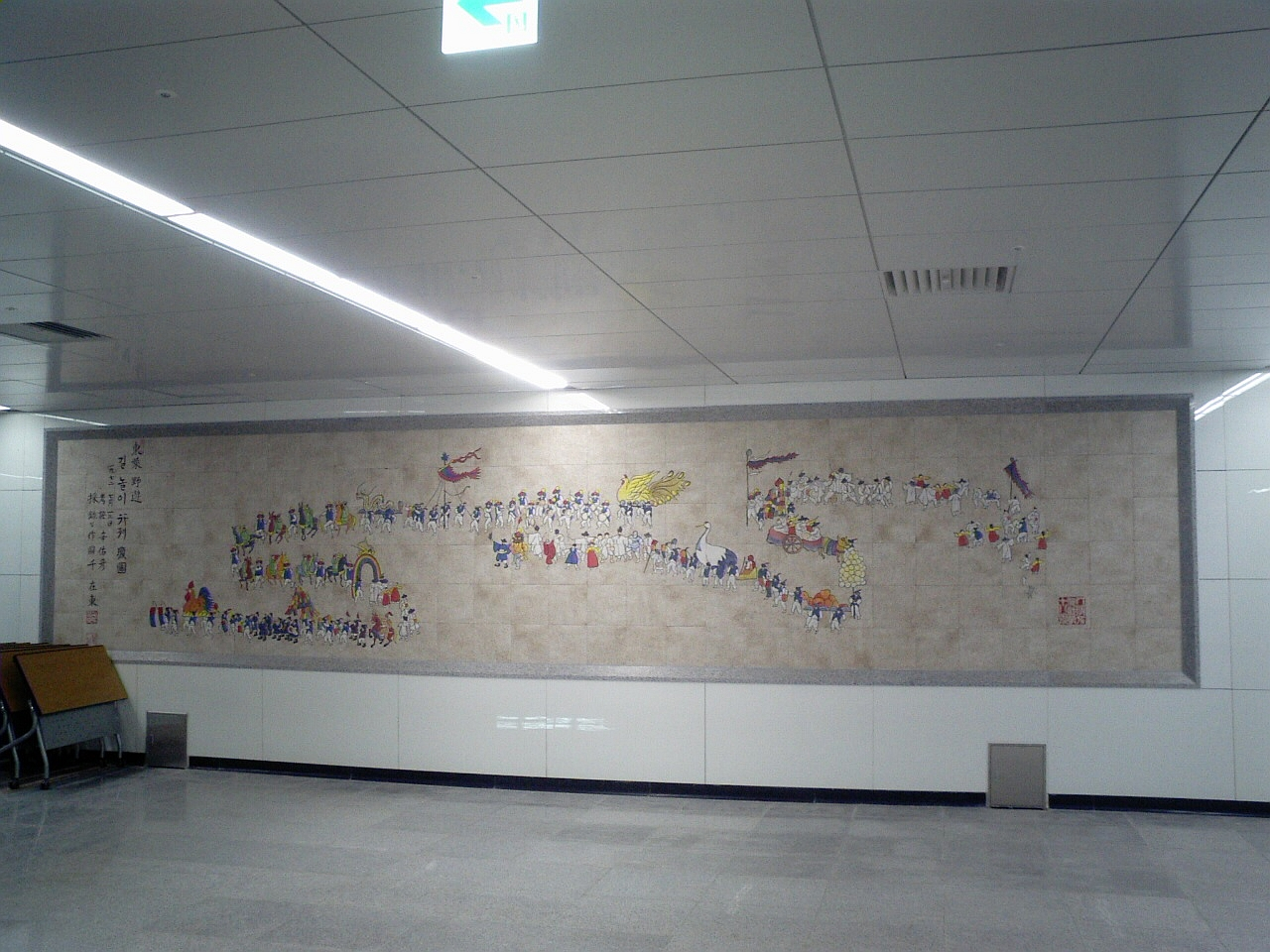
4호선 벽화

## 역 주변
- 내성중학교
- 동래구청
- 명륜 1번가
- 부산중앙여자고등학교
- 동래시외버스정류소
- 한국건강관리협회 부산시지부
- 내산초등학교
- 온천 2동 행정복지센터
- 럭키동래아파트
- 명륜자이아파트
- 대동병원
- 명륜초등학교
- 동래향교
- 동래 롯대캐슬 퀸 아파트
- 금강공원
- 사직지구대
- 미남초등학교
- 동래대우아파트
- 동래중학교
- 동래백신맨션
- 금침한의원
- 사직동원맨션
- 동래해맑은한의원
- 부산은행 내성지점
- 펠리스웨딩홀
- 메가마트 동래점

## 승차량 변동
}}
| 노선  | 승차 인원 | 승차 인원 | 승차 인원 | 승차 인원 | 승차 인원 | 승차 인원 | 승차 인원 | 주 석 |
| 노선  | 2002년    | 2003년    | 2004년    | 2005년    | 2006년    | 2007년    | 2008년    | 주 석 |
| ----- | --------- | --------- | --------- | --------- | --------- | --------- | --------- | ----- |
| 1호선 | 29707     | 25956     | 24208     | 22656     | 18831     | 18303     | 19594     | [ 2 ] |
| 노선  | 2009년    | 2010년    | 2011년    | 2012년    | 2013년    | 2014년    | 2015년    |       |
| 1호선 | 19788     | 19602     | 19828     | 19374     | 19609     | 19812     | 19263     | [ 2 ] |
| 4호선 | 미개통    | 미개통    | 1915      | 1983      | 2034      | 2147      | 2203      | [ 2 ] |

## 인접한 역
| 부산 도시철도 1호선          | 부산 도시철도 1호선   | 부산 도시철도 1호선 |
| ---------------------------- | --------------------- | ------------------- |
| 124 교대 다대포해수욕장 방면 | ● 부산 도시철도 1호선 | 126 명륜 노포 방면  |
| 부산 도시철도 4호선          |                       |                     |
| 401 미남 방면                | ● 부산 도시철도 4호선 | 403 수안 안평 방면  |

## 같이 보기
- 동래역 (한국철도공사)